# Friedrich Martens
Friedrich Fromhold Martens of Friedrich Fromhold von Martens (Russisch: Фёдор Фёдорович Мартенс, Fjodor Fjodorovitsj Martens) (Pärnu, 27 augustus 1845 – Valga, 19 juni 1909) was een Russische diplomaat en jurist en vertegenwoordigde het Keizerrijk Rusland bij de Vredesconferenties van Den Haag.

## Biografie
Friedrich Martens werd geboren als de zoon van een kledingmaker en raakte al op negenjarige leeftijd wees. Hij kwam vervolgens in een Lutheraans weeshuis in Sint-Petersburg terecht waar hij zijn scholing verkreeg, In 1862 begon Martens aan de studie rechtsgeleerdheid aan de Universiteit van Sint-Petersburg. Na zijn studie werkte hij vier jaar lang bij de diplomatieke dienst om vervolgens terug te keren naar de universiteit om aldaar te gaan doceren. Tot aan zijn pensioen in 1905 zou hij blijven lesgeven.
Naast zijn werk op de universiteit nam Martens ook deel aan veel diplomatieke conferenties. In 1891 bemiddelde hij tussen Frankrijk en Groot-Brittannië over Newfoundland en een jaar later tussen Groot-Brittannië en Nederland over de gevangenneming van een Britse onderdaan door de Nederlandse autoriteiten. Ook bemiddelde hij in 1899 tussen Groot-Brittannië en Venezuela over de rivierbekken van de Orinoco. Bij deze laatste kwestie ontwierp hij een vorm van arbitrage die later model zou staan voor de arbitrage bij de Eerste Haagse Vredesconferentie.
Martens vertegenwoordigde Rusland dan ook bij de Eerste Haagse Vredesconferentie. Daar was hij voorzitter van de tweede commissie die zich bezighield met het Verdrag nopens de wetten en gebruiken van de oorlog te land. Bij de Tweede Haagse Vredesconferentie in 1907 was hij voorzitter van de commissie die belast was met het maritieme recht. Vanwege zijn bijdrages aan het internationale recht werd Martens in 1903 genomineerd voor de Nobelprijs voor de Vrede.

## Werk
Martens schreef over vele thema's. Zo verscheen in 1869 een boek van hem over het recht van bezit in tijden van oorlog, maar schreef hij ook over de diplomatieke verhoudingen van Rusland ten opzichte van het Ottomaanse Rijk (1877) en over de Russische en Britse expansie in Azië (1879). In 1882 verscheen zijn handboek over het internationale recht en dat werd in vele talen vertaald.

## Nalatenschap
In het Vredespaleis in Den Haag staat een buste van Martens die vervaardigd is door Alexander Taratynov. Het beeld werd in 1999 door de Russische Federatie aan het Vredespaleis geschonken.